# 山口河童
山口 河童（やまぐち かっぱ、1949年8月26日 - ）は、日本の俳優。埼玉県出身。希楽星所属。

## 出演

### テレビドラマ

#### 連続ドラマ
- はぐれ刑事純情派 第12シリーズ 第16話（1999年7月14日、テレビ朝日系） - 川上卓也 役[2]
- 燃えろ!!ロボコン 第39話・第40話（1999年10月24日・31日、テレビ朝日系） - 伊集院ナツキの父 役[3]
- 木曜ドラマ（テレビ朝日系）
  - 眠れぬ夜を抱いて thinking of your true love 第2話（2002年4月18日）[4]
  - 恋は戦い! LOVE&FIGHT 第1話（2003年1月9日）[5]
- 土曜ドラマ ぼくの魔法使い 第5話（2003年5月17日、日本テレビ系）[6]
- フジテレビ火曜9時枠の連続ドラマ（フジテレビ系）
  - 顔 第3話（2003年4月29日）[7]
  - FIRE BOYS 〜め組の大吾〜 第7話（2004年2月17日）
- 愛の劇場 コスメの魔法 第2話 - 第4話・第7話・第9話・第10話・第13話 - 第15話・第18話・第20話・第22話 - 第24話・第27話・第29話・第31話・第32話・第34話 - 第36話・第38話・最終話（2004年1月6日 - 2月27日、TBSテレビ系）[8][9]
- 月9（フジテレビ系）
  - SLOW DANCE / スローダンス 第9話（2005年8月29日）[10]
  - トップキャスター 第5話（2006年5月15日） - 取り立て屋 役[11]
  - 東京タワー オカンとボクと、時々、オトン 第7話（2007年2月19日） - 徳本幸一 役[12]
- 水曜ドラマ あいのうた 第3話（2005年10月26日、日本テレビ系）
- マネジメント・バイアウト / MBO（2007年1月8日、WOWOW） - 取締役 役[13]
- ドラマ24 死化粧師 エンバーマー間宮心十郎 第6話（2007年11月9日、テレビ東京系） - 西山健一 役
- 土ドラ 主に泣いてます 第7話（2012年9月1日、フジテレビ系） - 画商 役
- 問題物件 最終話（2025年3月26日、フジテレビ） - 川原泰治 役

#### 単発ドラマ
- 月曜ドラマスペシャル 名探偵キャサリン5「胡蝶蘭殺人事件」（1998年6月1日、TBSテレビ系）
- 金曜エンタテイメント（フジテレビ系）
  - 浅見光彦シリーズ7「恐山殺人事件」（1998年11月20日）
  - 松本清張スペシャル 黒い樹海（2005年10月21日） - 佐敷泊雲 役
- 土曜ワイド劇場（テレビ朝日系）
  - 鉄道おんな捜査官 花村乃里子の事件簿 第1作（2000年9月9日）
  - 北アルプス連続殺人ルート（2006年9月30日）[14]
  - ショカツの女 新宿西署 刑事課強行犯係 第1作（2007年11月10日） - 相沢重光 役
  - 森村誠一の終着駅シリーズ 第27作「悪の魂」（2013年9月28日）
- 松本清張ドラマスペシャル 波の塔（2006年12月27日、TBSテレビ系） - 客 役
- 水曜ミステリー9 立証 離婚弁護士 香月佳美（2013年5月29日、テレビ東京系） - 探偵 役[15]
- 特集ドラマ 高速を降りたら（2024年3月19日、NHK総合・NHK BSプレミアム4K）[16][17]

### 映画
- 沈まぬ太陽

### Vシネマ
- 仁義

### 舞台
- 状況劇場
  - 二都物語[18]
  - 唐版 風の又三郎
- 劇団アートボックス
  - かもめ[18]
  - ドラキュラ伯爵の秋[18]